# Nagyrév
Nagyrév is een plaats (község) en gemeente in het Hongaarse comitaat Jász-Nagykun-Szolnok. Nagyrév telt 763 inwoners (2007).
Tussen 1914 en 1929 vergiftigde een groep vrouwelijke dorpelingen, die zich The Angel Makers of Nagyrév noemden, een groot aantal (sommige schattingen spreken over 300) mannen met arseen. 52 werden uiteindelijk opgepakt en 6 daarvan kregen de doodstraf, anderen werden tot levenslang veroordeeld.